# Bridge Constructor Portal
Bridge Constructor Portal é um jogo de simulação e quebra-cabeça desenvolvido pela ClockStone e publicado pela Headup Games. Faz parte da série de jogos Bridge Constructor e possuí elementos da franquia de jogos Portal, desenvolvidos pela Valve Corporation e aclamados pela crítica, com a história do jogo acontecendo dentro da Aperture Laboratories. Bridge Constructor Portal foi lançado para Android, iOS, Linux, macOS e Microsoft Windows em dezembro de 2017 e para Nintendo Switch, PlayStation 4, e Xbox One em fevereiro de 2018, vendendo um total de mais de 500 mil cópias até agosto de 2018.

## Jogabilidade
Bridge Constructor Portal é um jogo de simulação de engenharia e Puzzle que se passa no universo de Portal. Os jogadores recebem a tarefa de projetar e construir pontes para fazer com que um ou mais caminhões atravessem de um ponto a outro de difícil acesso, dentro da Aperture Laboratories e sob a supervisão da GLaDOS.
O jogo junta elementos das séries Portal e Bridge Constructor. Para construirem as pontes, os jogadores podem usar segmentos de suporte (que podem ser convertido para segmentos de estrada a qualquer momento) e cabos, fixados em pontos predeterminados nas paredes dos níveis. O número limitado desses pontos em cada nível pode exigir que o jogador construa pontes de autosustentação. Estas pontes devem ser capazes de suportar seu próprio peso, assim como os caminhões e qualquer força que eles forneçam enquanto passando ou aterrissando. Elementos de Portal requerem que o jogador guie os veículos pelas pontes, navegue por portais, passe por cima de botões para abrirem portas ou outras ações, evite ficar a vista de torretas, em contato com líquidos mortais ou campos de lazer e use outros elementos da franquia também disponíveis.
Os jogadores podem alternar entre os modos de construção, teste (para ver se a ponte se autosustenta), (teste de) dirigir, que faz com que um caminhão cruze o caminho feito para teste, e por fim o de comboio, permitindo que um comboio de tamanho predeterminado cruze o caminho construído após um teste bem sucedido com somente um veículo. Durante os testes, o jogo mostra se algum segmento de suporte ou cabo está sob stress (destacado em vermelho). Se o limite de stress for excedido, a parte em questão cederá e a ponte colapsará. Durante o envio de um comboio, opcional ao fim de cada fase, o jogador poderá analisar se a ponte construída é firme o suficiente, se não cede ou causa algum acidente, podendo ser que nem todos os caminhões de um comboio consigam cheguem até o fim.
Não há um limite de construção nas fases, mas cada componente da ponte tem seu custo e o jogador é desafiado a deixar o valor dos caminhos o mais baixo possível. O jogador soluciona um puzzle ao passar um veículo, mas se deixar passar um comboio, terá uma pontuação mais, ainda mais se ele passar inteiramente, sem nenhuma perda.